# Vilalba dels Arcs
Vilalba dels Arcs är en kommun i Spanien.   Den ligger i provinsen Província de Tarragona och regionen Katalonien, i den östra delen av landet, 400 km öster om huvudstaden Madrid. Antalet invånare är 717. Arean är 67 kvadratkilometer. Vilalba dels Arcs gränsar till Batea, Riba-roja d'Ebre, La Pobla de Massaluca, Gandesa, Corbera d'Ebre och La Fatarella. 
Terrängen i Vilalba dels Arcs är platt söderut, men norrut är den kuperad.